# Koripallon I-divisioona
La Koripallon I-divisioona è il secondo livello del campionato finlandese di pallacanestro.